# Коряцька мова
Коряцька мова (кор. нымылг'ын) — мова коряків, належить до чукотсько-камчатських мов, поширена в Коряцькому окрузі Камчатського краю Росії, на крайньому сході Сибіру. Розмовляють нею приблизно 1 700 людей. Писемність на кириличній основі.

## Абетка
| А а | Б б | В в | В' в' | Г г | Г' г' | Д д | Е е |
| Ё ё | Ж ж | З з | И и   | Й й | К к   | Ӄ ӄ | Л л |
| М м | Н н | Ӈ ӈ | О о   | П п | Р р   | С с | Т т |
| У у | Ф ф | Х х | Ц ц   | Ч ч | Ш ш   | Щ щ | Ъ ъ |
| Ы ы | Ь ь | Э э | Ю ю   | Я я |       |     |     |

1. ↑  ScriptSource - Russian Federation